# Terra (economia)
Em seu significado econômico, terra representa o conjunto dos elementos da natureza utilizados no processamento da produção. Não obstante seja denominado como fator terra, ele não inclui apenas a disponibilidade total de terras disponíveis para a agricultura e a produção animal também o conjunto dos elementos naturais que se encontram no:
- Solo e no subsolo;
- Lençóis de água subterrâneos;
- Mananciais;
- Riachos;
- Ribeirões;
- Rios e quedas d'água;
- Lagos;
- Mares e oceanos;
- Vegetação e recursos da Flora;
- Fauna;
- Clima e pluviosidade;
- Recursos extra-planetários (como o Sol e o espaço sideral).

Inclui, além do mais, os recursos exploráveis nos espaços aéreos e siderais, como qualidade atmosférica, órbitas geoestacionárias e faixas do espectro eletromagnético. Assim, o fator terra engloba todos os recursos e condições existentes na natureza. É do complexo conjunto dos elementos que o constitui que o homem extrai os bens econômicos com os quais procura saciar suas ilimitadas necessidades individuais e sociais.

## Fator de produção
A terra é considerada um dos três fatores de produção (às vezes também chamados de três bens de produção) junto com o capital e o trabalho. Os recursos naturais são fundamentais para a produção de todos os bens, incluindo bens de capital. Embora o papel particular da terra na economia tenha sido amplamente debatido na economia clássica, ele desempenhou um papel menor na economia neoclássica dominante no século XX. O provento derivado da propriedade ou controle de recursos naturais é chamado de renda.